# Арийска лига
Арийска лига (или известна също Националсоциалистическа арийска лига) е иранска неонацистка политическа партия, основана от бивши членове от Паниранската партия, напуснали поради техните расови виждания. Като техни цели са: Пробуждане и възстановяване на древното арийско духовно и културно наследство и пълно унищожаване на всички чужди елементи в съвременното иранско общество, както и за възраждането на Иран като горд арийски народ, със свое славно историческо наследство. Партията е забранена през 1941 година, след Англо-съветската окупация на Иран.